# Saebyŏl-gun
Saebyŏl-gun (koreanska: 새별군) är en kommun i Nordkorea.   Den ligger i provinsen Hambuk, i den nordöstra delen av landet, 500 km nordost om huvudstaden Pyongyang.